# Barry Gration
Ian Barrington "Barry" Gration (nascido a 30 de Junho de 1936) é um antigo militar da Real Força Aérea Australiana (RAAF) que atingiu o posto de Marechal do Ar, tendo comandado o ramo aéreo como Chefe do Estado-maior entre 1992 e 1994.